# Daina Gudzinevičiūtė
Daina Gudzinevičiūtė (ur. 3 grudnia 1965 w Wilnie) – litewska strzelczyni specjalizująca się w trapie, a także działaczka sportowa, mistrzyni olimpijska, przewodnicząca Litewskiego Narodowego Komitetu Olimpijskiego (LTOK).

## Życiorys
Strzelectwo zaczęła uprawiać w 1978. Jako zawodniczka reprezentowała Związek Socjalistycznych Republik Radzieckich, a następnie Litwę. Pierwsze medale na zawodach międzynarodowych zdobyła w reprezentacji ZSRR – w 1988 została mistrzynią Europy indywidualnie w trapie oraz w drużynie. Jako reprezentantka Litwy wywalczyła srebrny medal mistrzostw świata w Lahti (2002) oraz cztery medale (trzy srebrne i jeden brązowy) na mistrzostwach Europy. Pięciokrotnie wystąpiła na letnich igrzyskach olimpijskich. Największy sukces osiągnęła w Sydney w 2000. W rundzie finałowej trapu, konkurencji po raz pierwszy rozgrywanej na igrzyskach wśród kobiet, uzyskała 22 (na 25) trafień, wygrywając zawody i zdobywając złoty medal. Aktywną karierę zawodniczą zakończyła w 2012.
W 1989 ukończyła studia na wydziale prawa Uniwersytetu Wileńskiego. Od 1988 do 2005 była zatrudniona w resorcie spraw wewnętrznych (głównie jako policjantka). W 2005 przeszła do pracy w komitecie wykonawczym Litewskiego Narodowego Komitetu Olimpijskiego. W 2012 została wybrana na przewodniczącą tej instytucji, pokonując w głosowaniu dyskobola Virgilijusa Aleknę.
Odznaczona m.in. Orderem Wielkiego Księcia Giedymina II klasy (2001).

## Osiągnięcia sportowe
Igrzyska olimpijskie
- Atlanta 1996: trap podwójny – 10. miejsce
- Sydney 2000: trap – 1. miejsce
- Ateny 2004: trap – 14. miejsce
- Pekin 2008: trap – 5. miejsce
- Londyn 2012: trap – 14. miejsce[1]

Mistrzostwa świata
- 2002: trap – 2. miejsce[2]

Mistrzostwa Europy
- 1988: trap – 1. miejsce[2], drużynowo – 1. miejsce[3]
- 1992: trap podwójny – 2. miejsce, trap – 3. miejsce[2]
- 2005: trap – 2. miejsce[2]
- 2009: trap – 2. miejsce[2]